# Dom, v kotorom ja zjivu
Dom, v kotorom ja zjivu (russisk: Дом, в котором я живу, dansk: Huset, hvori jeg bor) er en sovjetisk spillefilm fra 1957 produceret af Gorkij Film Studio og instrueret af Lev Kulidzjanov og Jakov Segel.
Filmen havde premiere i Sovjetunionen den 23. december 1957. Filmen solgte 28,9 millioner billetter.

## Handling
Filmens handling begynder i 1935, hvor nyligt ankomne til Moskva flytter ind i et hus i Moskvas forstæder. Beboernes liv under begivenhederne under 2. verdenskrig fortælles.

## Medvirkende
- Vladimir Zemljanikin som Serjozja
- Jevgenij Matvejev som Konstantin
- Rimma Shorokhova som Katja
- Valentina Telegina som Klavdija Kondratjevna Davydova
- Nikolaj Jelizarov som Pavel Davydov